# بخش بارتلو (شهرستان هنری، اوهایو)
بخش بارتلو (به انگلیسی: Bartlow Township) یک منطقهٔ مسکونی در ایالات متحده آمریکا است که در شهرستان هنری، اوهایو واقع شده‌است.
 بخش بارتلو ۹۴٫۰ کیلومتر مربع مساحت و ۲٬۳۶۷ نفر جمعیت دارد و ۲۱۶ متر بالاتر از سطح دریا واقع شده‌است.